# Vladyslav Horodetskiy
Pour les articles homonymes, voir Gorodetski.
 (octobre 2016).
Leszek Władysław Dezydery Horodecki (ukrainien : Лєшек Дезидерій Владислав Городецький, polonais : Leszek Władysław Horodecki), né le 23 mai 1863 (4 juin dans le calendrier grégorien) à Sholudky et mort le 3 janvier 1930 à Téhéran, est un architecte polonais actif en Pologne et en Russie.
On l'appelle le "Gaudi de Kiev". Déjà de son vivant le nom de Vladyslav Horodetskiy est couvert de nombreuses légendes et mystères. Ses œuvres surprenantes sont non seulement connues dans le monde entier, mais aussi très aimées du public. Le panel des réalisations de l'architecte comprend de multiples constructions dont des temples, palais, hôtels particuliers, musées ou pavillons d'exposition.
Il entre dans l'histoire de l'architecture comme le disciple du “moderne”, le courant qui n'a pas de spécialisation étroite pour le créateur. Il est aussi très intéressé et attiré par la conception des meubles, la fabrication des esquisses des peintures murales, les sculptures, les vitraux, les gravures, la décoration des livres et d'autres objets d'art. Il incarne organiquement un sentiment subtil de la beauté, une imagination vive du peintre et une énergie inépuisable du constructeur.

## Biographie

### Naissance et étude
Vladyslav Horodetskiy naît le 23 mai 1863 à Sholudky où il passe son enfance. Il entre à l'école ouverte par l'église St Pavel à Odessa. À cette époque-là des palais ont été construits à Odessa, comme Pototsky ou Vorontsov, ainsi que l'ensemble du boulevard Nikolaevsky avec l'escalier Maritime et le monument au duc de Richelieu. En contemplant l'architecture de la ville maritime, il choisit d'être le créateur de cet art. Il obtient la possibilité de continuer ses études à l'Académie des Beaux-Arts de Saint-Pétersbourg, où il les achève en 1890. Lorsqu'il est étudiant, il gagne sa vie en travaillant comme adjoint de l'architecte d'un arrondissement de Kiev. 

## Vie professionnelle

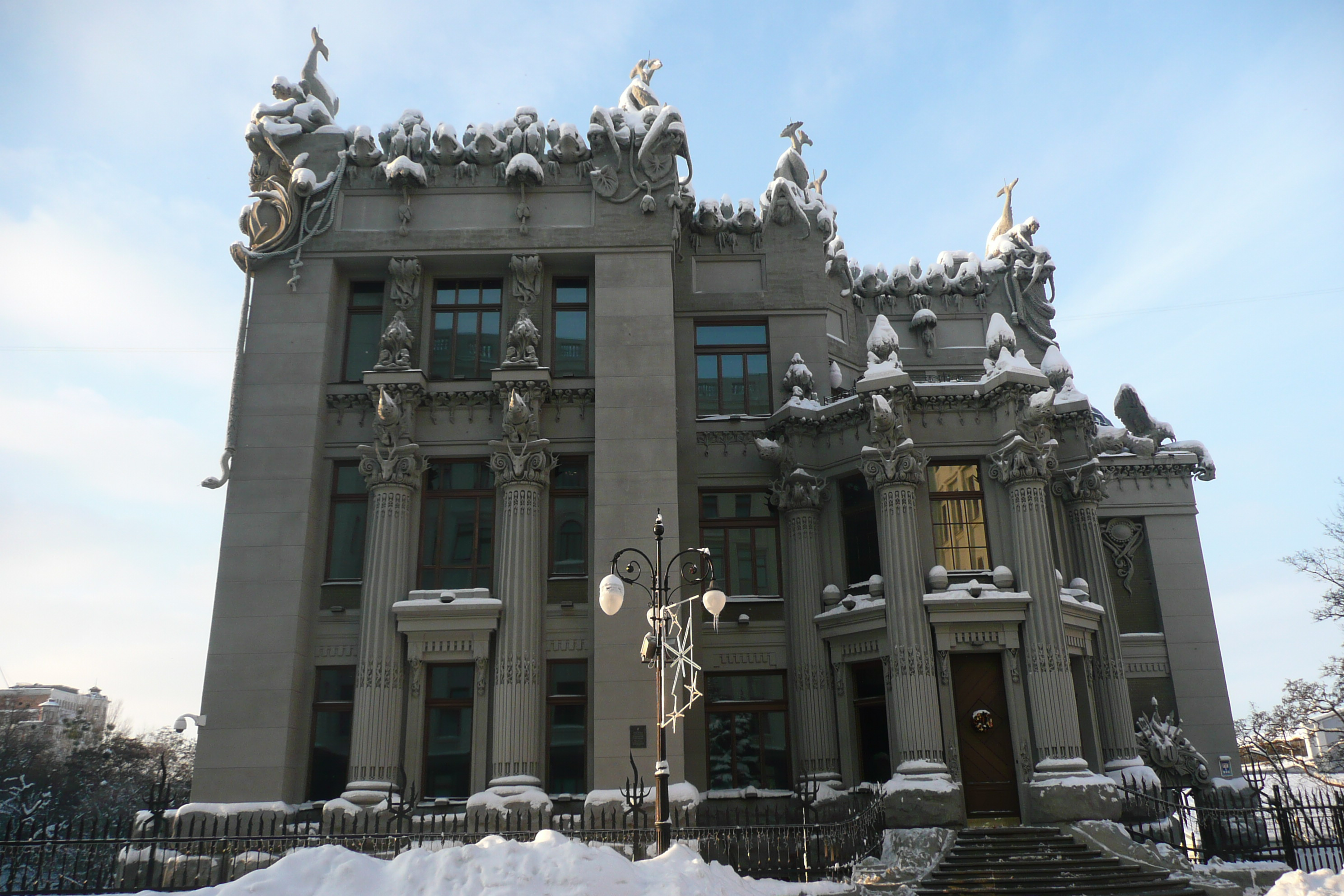
La maison aux Chimères de Vladislav Gorodetsky.

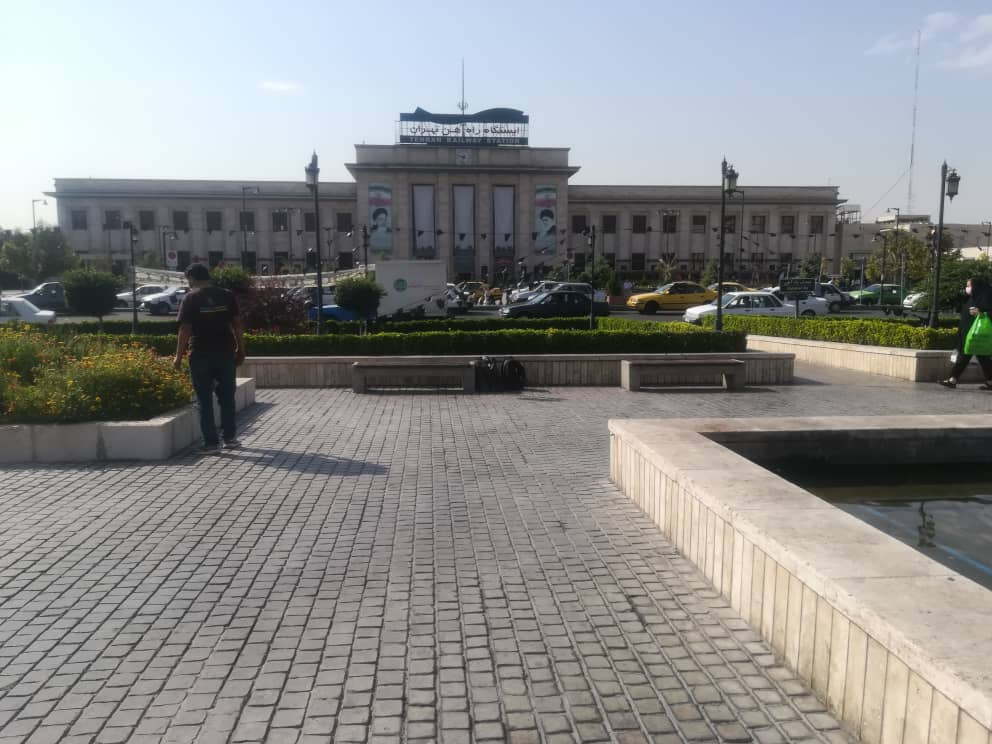
La gare de Téhéran.

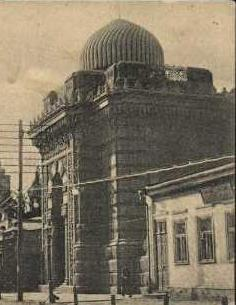
La synagogue karaïte de Kiev.

Le début de l'activité créatrice de Horodetskiy se développe à la charnière des deux siècles, quand l'Ukraine tisse de nouvelles relations qui contribuent au développement de l'architecture. À cette époque arrivent de nouveaux matériaux de construction : le ciment, le béton ou encore les charpentes métalliques. Ces nouveaux matériaux provoquent un changement de direction dans le monde de l'architecture. Kiev se développe très vite, créant ainsi les meilleures conditions de création pour un jeune architecte qui découvre de grandes possibilités. 
Horodetskiy est un passionné de chasse, activité à laquelle il consacre tout son temps libre. Ce loisir l'influence dans ses œuvres : ses premières constructions sont le pavillon et le tir de chasse dans les domaines de la société impériale. Il réalise ces projets gratuitement en tant que don à la société. En 1895, Horodetskiy prend part à deux grands projets: la planification et le développement de la maison d'un médecin renommé et à la conception des bâtiments de l'exposition agricole et industrielle à Kiev. Grâce à cette exposition, de nouvelles possibilités et perspectives s'ouvrent à lui. En quelques années il fait une brillante carrière et gagne de l'estime dans le domaine d'architecture. Entre les années 1898-1903, il construit le Musée de l'Antiquité et des Arts dans le style du “classicisme” et supervise la construction de l'église catholique Saint-Nikolay dans le style “gothique”. Mais la construction de sa propre maison connue du public comme «La maison aux Chimères» devient le sommet de son œuvre.  C'est une recherche nouvelle et extraordinaire dans le domaine de l'architecture, la combinaison de la passion pour la chasse et d'une fantaisie artistique. les chimères étonnent par leur côté énigmatique, traduit par le sculpteur Elio Salya qui se base sur les dessins de Horodetskiy. 
Les trente années de son travail enrichissent la capitale ukrainienne de chefs-d'œuvre architecturaux uniques. Une des rues de Kiev située à côté de Krechtchatik qu'il a construite a été nommée en son honneur. L'héritage architectural de Horodetsky est singulier dans l'histoire de l'architecture de l'Ukraine.

## Reconnaissance

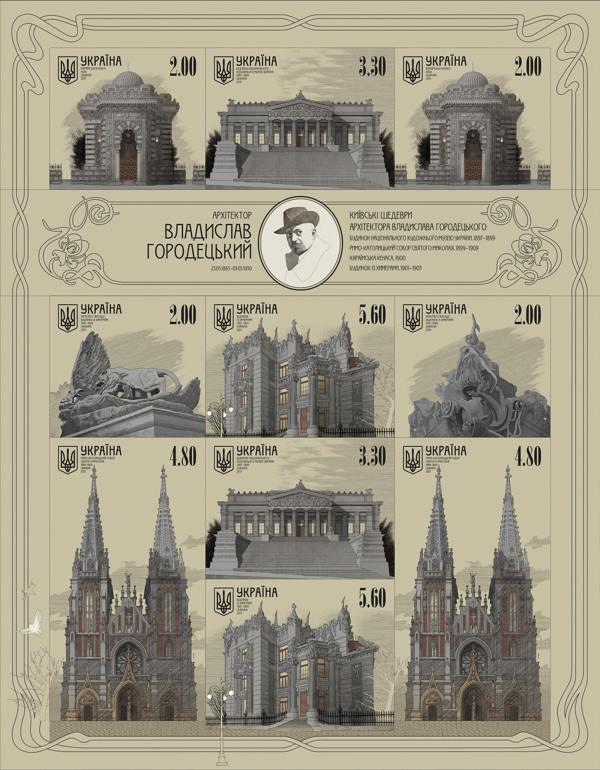
En 2014 un timbre à son effigie et avec ses œuvres.